# Corredor Cohete
El Corredor Cohete (Robert Farrel y Henry Sleeman), (Inglés: Rocket Racer) es el nombre de 2 personajes en Marvel Comics; pero a veces Robert se pone en enemigo y aliado del Hombre Araña.

## Historia de publicación
El primer Corredor Cohete apareció en Amazing Spider-Man #172 como un super-villano. Regresó en los números #182 y #183 en una batalla contra la Gran Rueda. Su origen fue finalmente revelado en Spectacular Spider-Man #104.
Corredor Cohete apareció como un personaje secundario en Academia Vengadores en el número #21 (enero de 2012) y el número #26 (abril de 2012).

## Biografía del personaje ficticio

### Robert Farrell
Robert Farrell, nacido en Brooklyn, Nueva York, era el mayor de siete hermanos. Él se hizo cargo de sus hermanos menores cuando su madre, Emma Johnson Farrell murió. Robert era un prodigio científico, y cuando se dio cuenta de que no podía ganar lo suficiente para mantener a su familia, se convirtió a una vida de crimen como el Corredor Cohete. Él desarrolló una patineta con superpoderes que es propulsada a gran velocidad por pequeños cohetes y es cibernéticamente controlada por un dispositivo similar a un walkman crudo. Llevaba un traje equipado con un arma, incluyendo guantes propulsados por cohetes que le dan la capacidad de golpear a un oponente con un "golpe de cohete."
Al principio de su carrera como ladrón, Corredor Cohete se encuentra con Spider-Man.
Corredor Cohete contrata al villano el Chapucero para rediseñar su patineta. En un momento es contratado por Jackson Weele para robar evidencia que pudiera incriminarle. Robert usa la evidencia para chantajear a Jackson. Weele desea suicidarse, pero Robert lo detiene. Incluso entonces, sin embargo, él se burla de Weele, llamándole Gran Weele. Esto es suficiente para que Jackson contratase al villano el Chapucero para crear una 'Gran Rueda' literal, para perseguir a Robert por la ciudad con ella. Spider-Man le ayuda y Jackson aparentemente cae a su muerte en el río Hudson. Más tarde, Corredor Cohete fue salvado por Spider-Man del Cazador de Recompensas.
Las repetidas derrotas a manos de Spider-Man y varios roces con la ley, incluyendo una condena definitiva, convencen a Robert sobre reformarse. Pasa a través de un curso de equivalencia de escuela secundaria y sus extremadamente altas calificaciones le consiguen una beca para la Universidad Empire State. Esto no va bien ya que sus primeros días están llenos de lucha contra los esfuerzos de un grupo de odio en el campus. Aunque es ayudado por Spider-Man y, a veces, por otros estudiantes que se oponen al racismo, Robert sigue luchando con su propia rabia durante la dura prueba.
Más tarde, Robert intentó probarle a Spider-Man que era inocente de un crimen, y se encontró por primera vez con Marta Plateada y Los Forajidos. Él se unió a Spider-Man para detener al supremacista blanco, Skinhead. Fue contratado como agente independiente para Marta Plateada Internacional para evitar que dos jóvenes robaran las armas de las víctimas en el Bar sin Nombre, el lugar de la masacre del Azote. Fue nuevamente contratado por Sable para detener al Demonio Veloz. Se unió a Spider-Man y los Forajidos en contra de los Vengadores y Fantasmas del Espacio, Él fue contratado de nuevo junto con los Forajidos para recuperar un ingenio nuclear Symkariano en Inglaterra. Fue contratado por Sable para detener un robot de mantenimiento fugitivo subterráneo. Corredor Cohete finalmente se unió formalmente a los Forajidos, para rescatar a la hija secuestrada de un funcionario canadiense.
Robert es identificado como uno de los 142 superhéroes registrados que aparecen en la portada del cómic Avengers: The Initiative #1. Como un héroe registrado, informó al Campamento Hammond para entrenarse. A pesar de ello, necesitaba dinero para mantener a su madre en coma y prevenir la toma de posesión de su casa, por lo que se le vio trabajando para MODOK. Él pareció haber sido tentado a delinquir, y reducido a un estado de nerviosismo con tartamudeo por la situación. Resultó haber estado trabajando para S.H.I.E.L.D. todo el tiempo, con un acuerdo que le dará el dinero que necesita a cambio de la Hipernova - fracasó en esto y no se sabe todavía lo que ha pasado con su madre.
Corredor Cohete es parte de la nueva clase de estudiantes cuando la Academia Vengadores se traslada a la antigua sede de los Vengadores de la Costa Oeste. Corredor Cohete más tarde deja la Academia Vengadores junto a Chico Máquina para unirse al niño genio Jeremy Briggs.

### Henry Sleeman
Otro Corredor Cohete apareció por primera vez en Amazing Spider-Man (vol. 2) #13 (enero de 2000).
Henry Sleeman fue contratado por un empleador anónimo para hacerse amigo de Robert Farrell y robar su equipo Corredor Cohete. Lo hizo, tomó el nombre de "Troy" y se hizo pasar por amigo de Farrell durante meses. Cuando Farrell finalmente le mostró dónde guardaba el equipo, 'Troy' lo ató y lo robó, persiguiendo a Spider-Man con la intención de luchar contra él, solo para ser derrotado cuando el restaurador Harry Sloane abrió una puerta en el momento justo para Troy corriera hacia la puerta y dejarse inconsciente.
Este Corredor Cohete se unió brevemente al escuadrón de prisión de Lápida junto con Big Ben y Buscavidas Hipnótico, donde le brindaron protección a Lápida en el momento en que se encontraba bajo un bypass de corazón.

## Poderes y habilidades
Robert Farrell tiene un intelecto superdotado, pero sin poderes sobrehumanos. Lleva guantes equipados con mini-cohetes explosivos, y utiliza una tabla de skate magnética cibernéticamente controlada, propulsada por cohetes, que él diseñó y más tarde fue rediseñada por el Chapucero.

## Otras versiones
Fuera de la corriente principal de la continuidad Marvel, ha aparecido como un super-villano en Spider-Man Loves Mary Jane. En otra serie, Rocket Racer es un personaje socialmente retirado del supervillano llamado 'The Tinkerer', y su equipo para cohetes se usa simplemente para mostrar el genio tecnológico del hombre a los clientes potenciales.

## En otros medios

### Televisión
- Corredor Cohete apareció en Spider-Man: La serie animada de Fox, con la voz de Billy Atmore. Esta versión es representado como un adolescente en un vecindario con alta criminalidad que termina ayudando a Spider-Man. Sólo aparece en el episodio Corredor Cohete. Robert tenía gran habilidad en mecanismos de giro debido a trabajar en el centro de ciencias enseñado por Peter Parker. Él robó partes de su tecnología de la mente criminal detrás de la Gran Rueda y las utiliza para crear una tabla de skate magnética cibernéticamente controlada, propulsada por cohetes con la que viaja y puede alcanzar velocidades de 60 millas por hora (96,6 km/h). También puede escalar paredes. Después de que Robert se creía que robó unas joyas, fue perseguido por Spider-Man. Corredor Cohete escapó, pero Spider-Man le plantó un marcador sobre él y se enteró de su identidad. Un líder criminal, cuyas máquinas fueron robadas, creó la Gran Rueda, una rueda gigante con láseres, misiles y picos que era capaz de rodar sobre edificios y terrenos más altos. Spider-Man y el Corredor Cohete fueron capaces de detener a la Gran Rueda cuando Corredor Cohete hizo que Spider-Man electrocutara la Gran Rueda con dos cables eléctricos. El criminal fue arrestado. Esto le enseñó a Robert que la educación, no el crimen, le ayudaría en el mundo para superar sus problemas. Más tarde en la noche, cuando llegaron los delincuentes exigiendo dinero por protección, Spider-Man y Robert se encargaron de ellos. En el mismo episodio, Robert supuestamente entregó el traje de Corredor Cohete, pero cuando puso su tabla sobre uno de los delincuentes, llevaba el traje, a pesar de que a los pocos segundos no era así.